# ديرك تير هار
ديرك تير هار (بالهولندية: Dik ter Haar)‏ (و. 1919 – 2002 م) هو فيزيائي، وأستاذ جامعي من مملكة الأراضي المنخفضة . ولد في المملكة المتحدة . وكان عضواً في الأكاديمية الملكية الهولندية للفنون والعلوم .

## التعليم
تعلم في جامعة ليدن